# Гадсден (Аризона)
Гадсден (англ. Gadsden) — переписна місцевість (CDP) в США, в окрузі Юма штату Аризона. Населення — 571 особа (2020).

## Географія
Гадсден розташований за координатами 32°33′23″ пн. ш. 114°46′52″ зх. д. / 32.55639° пн. ш. 114.78111° зх. д. (32.556374, -114.781096).  За даними Бюро перепису населення США в 2010 році переписна місцевість мала площу 5,08 км², уся площа — суходіл.

## Демографія
Згідно з переписом 2010 року, у переписній місцевості мешкало 678 осіб у 192 домогосподарствах у складі 164 родин. Густота населення становила 133 особи/км².  Було 225 помешкань (44/км²).
Расовий склад населення:
| - 60,3 % — білих - 0,4 % — чорних або афроамериканців - 0,1 % — азіатів - 37,5 % — осіб інших рас |

До двох чи більше рас належало 1,6 %. Частка іспаномовних становила 97,1 % від усіх жителів.
За віковим діапазоном населення розподілялося таким чином: 29,5 % — особи молодші 18 років, 60,6 % — особи у віці 18—64 років, 9,9 % — особи у віці 65 років та старші. Медіана віку мешканця становила 33,3 року. На 100 осіб жіночої статі у переписній місцевості припадало 99,4 чоловіків;  на 100 жінок у віці від 18 років та старших — 98,3 чоловіків також старших 18 років.
Медіана доходів становила 35 625 доларів для чоловіків та 18 000 доларів для жінок. За межею бідності перебувало 19,5 % осіб, у тому числі 31,6 % дітей у віці до 18 років та 0,0 % осіб у віці 65 років та старших.
Цивільне працевлаштоване населення становило 264 особи. Основні галузі зайнятості: сільське господарство, лісництво, риболовля — 45,8 %, мистецтво, розваги та відпочинок — 15,5 %, освіта, охорона здоров'я та соціальна допомога — 14,0 %.